# Limbi baltice de vest
Limbile baltice de vest sau occidentale alcătuiesc un grup de limbi baltice dispărute care erau vorbite de popoarele baltice de vest. Formează una dintre cele două ramuri principale ale limbilor baltice, alături de limbile baltice de est. Include prusaca veche, sudoviana, galindiana de vest și posibil scalviana și curoniana.

## Atestare
Singura limbă baltică de vest atestată propriu-zis este prusaca veche, în care s-au găsit întregi texte, însă sunt cunoscute și câteva fragmente de curoniană și sudoviană sub formă de cuvinte izolate și expresii scurte.(p290) Majoritatea limbilor baltice de vest au dispărut în secolul al XVI-lea, dar prusaca veche a continuat să fie vorbită până la început de secol XVIII.

## Clasificare
Singurele limbi clasificate cu certitudine drept limbi baltice de vest sunt prusaca veche și galindiana, care ar putea fi și ea un dialect al prusacei vechi.
O mare parte a cercetătorilor consideră scalviana o limbă sau dialect baltic de vest. O altă posibilă clasare ar fi cea de limbă de tranziție între baltica de vest și cea de est.:16
Sudoviana poate fi clasificată fie ca un dialect prusac vechi, o limbă baltică de vest sau o limbă de tranziție între baltica de vest și cea de est. Primele două opțiuni ar plasa sudoviana în grupul baltic de vest.
Clasificarea curonienei vechi rămâne în continuare nesigură. Se presupune că a fost fie o limbă baltică occidentală cu influențe baltice orientale,:295  fie o limbă baltică orientală. 

## Istoric
Limbile baltice de vest erau probabil originare din nordul Europei Centrale, mai ales din Polonia modernă, și din regiunea baltică de vest, care include părți din Letonia și Lituania de astăzi. Ramura baltică de vest s-a separat complet de cea est probabil în jurul secolelor IV-III î.e.n., deși diferențele dintre ele datează încă de la mijlocul mileniului trecut î.e.n. (pp13-14)

## Caracteristici lingvistice comune
Limbile baltice de vest erau mai conservatoare decât cele de est, balticii de vest păstrând diftongul *ei (de exemplu, deiws „zeu”, Ac. deinan „zi”), consoanele palatalizate /kʲ/, /gʲ/ și compuși /tl/ și /dl/. De asemenea, au păstrat trei genuri: masculin, feminin și neutru. Sudoviana și curoniana au în comun sufixul -ing-, care poate fi observat în diverse hidronime și toponime (de exemplu, Apsingė, Nedzingė, Pilvingis, Suvingis) întâlnite în sudul Lituaniei.